# Reino de Mannai

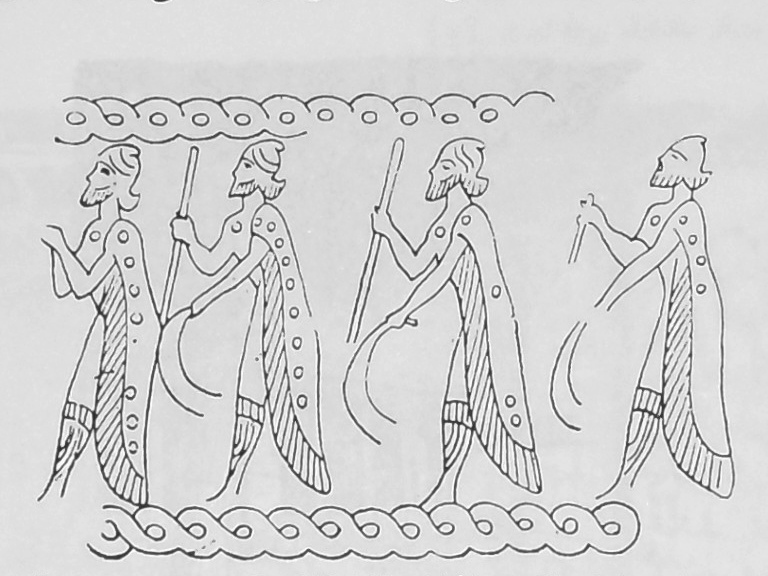
Parte de un cuenco de bronce en donde se visualiza a habitantes del Reino de Mannai

Los mannai (o Mannea; acadio: Mannai, posiblemente el bíblico Minni, מנּי) son un antiguo pueblo de origen desconocido, que vivió en el territorio de lo que actualmente es Irán y Azerbaiyán alrededor de los siglos X-VII a. C. En aquella época eran vecinos de los imperios de Asiria y Urartu, así como otros pequeños estados tapón entre los dos, como Musasir y Zikirta.

## Ubicación
Su patria original estaba situada al este y al sur del lago Urmía, en líneas generales centrada alrededor de la actual ciudad Mahabad (Irán, ) y en su máxima extensión las fronteras se expandieron hasta el río Kura. Las excavaciones, que comenzaron en 1956, consiguieron descubrir la ciudad fortificada de Hasanlu, que en tiempos se pensó que era un potencial ditio manaeno. Más recientemente, el lugar de Qalaichi (posiblemente el antiguo Izirtu/Zirta) ha sido relacionado con los manaenos basándose en una estela con este topónimo encontrado en el lugar.
Después de sufrir varias derrotas a manos de escitas y asirios, los restos de la población manaena fue absorbida por un pueblo iranio conocido como los matiene y la región pasó a ser conocida como Matiene. Fue luego anexionada por los medos en el año 616 a. C..

## Etnicidad
Según la Encyclopædia Iranica:

Es improbable que hubiera unidad etnolingüística en Mannea. Como otros pueblos de la meseta iraní, los maneanos estaban sometidos a una creciente penetración irania (esto es, indoeuropea). El análisis de Böhmer de varios antropónimos y topónimos necesita ser modificada y aumentada. Giorgi Melikishvili (1949, p. 60) intenta confinar la presencia irania en Mannea a su periferia, apuntando que tanto Daiukku (cf. Schmitt, 1973) como Bagdatti estaban activos en la periferia de Mannea, pero esto es impreciso, a la vista del hecho de que los nombres de dos gobernantes maneanos antiguos, esto es, Udaki y Azā, son explicables en términos de iranio antiguo.

## Historia
El reino de Mannai comenzó a florecer alrededor del año 850 a. C.. Los manaenos eran principalmente gente sedentaria, que practicaba la irrigación y criaba ganado y caballos. La capital era otra ciudad fortificada, Izirtu (Zirta).
Para los años 820 a C., se expandieron para convertirse el primer gran estado que ocupó la región, más tarde seguido por los medos y los parsu (persas). Para entonces ellos tenían una prominente aristocracia como clase gobernante, que de alguna manera limitaba el poder del rey.
Comenzando a partir del 800 a. C., la región se convirtió en terreno disputado entre Urartu, que construyó varios fuertes en el territorio de Mannai, y Asiria. Durante el conflicto abierto entre los dos, alrededor de 750-730 a. C., Mannai aprovechó la oportunidad para agrandar sus posesiones. El reino de Mannai alcanzó la cumbre de su poder durante el reinado del Rey Iranzu (alrededor de 725-720 a. C.).
En 716 a. C., el rey Sargón II de Asiria se movilizó contra Mannai, cuando el gobernante Aza, hijo de Iranzu, había sido depuesto por Ullusunu con la ayuda de los urartianos. Sargón tomó Izirtu y estableció tropas en Parsuash (hogar de origigen del pueblo persa, o lago Urmía) y Kar-Nergal (Kishesim). Los asirios en adelante usaron la región para criar, entrenar y comerciar con caballos.
Según una inscripción asiria, los cimerios (Gimirru) originalmente fueron desde su patria de Gamir o Uishdish en "el medio de Mannai" alrededor de esta época. Los cimeros aparecen por vez primera en los anales en el año 714 a. C., cuando aparentemente ayudaron a los asirios a derrotar a Urartu. Urartu prefirió someterse a los asirios, y juntos los dos derrotaron a los cimerios y así los mantuvieron fuera de la media luna fértil. En cualquier caso, los cimerios de nuevo se rebelaron contra Sargón en 705 a. C., el año en que sucumbió ante ellos en batalla y para 679 a. C. habían emigrado al Este y Oeste de Mannai.
Los manaenos están documentados como rebeldes de Esarhaddon de Asiria en 676 a. C., cuando interrumpieron el comercio de caballos entre Asiria y Parsuash.
El rey Ansheri, que gobernó hasta los años 650 a. C. siguió ampliando el territorio de Mannai. Sin embargo, Mannai sufrió una aplastante derrota a manos de los asirios alrededor del año 660 a. C., y la revuelta estalló, continuando hasta la muerte de Ansheri. También en el siglo VII a. C., Mannai fue derrotada por los avanzados escitas, quienes ya habían invadido Urartu, algo más tade (585 a. C.) destruyéndolo también. Esta derrota contribuyó a una mayor ruptura del reino de Mannai.
El sucesor del rey Ansheri, Ualli, se puso de parte de los asirios contra los medos (Madai), que en esta época aún tenían su base en el este a lo largo de la orilla suroeste del mar Caspio. Sin embargo, en las posteriores décadas de conflicto, parece que los medos finalmente obtuvieron ventaja, conquistando los restos del reino de Mannai en el año 616 a. C. y absorbiendo a su población.

### Citas
1. ↑  "Encyclopedia Iranica, "Mannea", by R. Zadok"